# Paraíso Tour
Paraíso Tour es una gira de conciertos realizada por el cantante español Alejandro Sanz como promoción de su disco Paraíso Express, el Tour recorrió Latinoamérica, Estados Unidos y España, se llevó a cabo desde 2009 hasta 2011 comenzando en Madrid para finalizar en Venezuela. Posteriormente la gira se extendió para oficialmente finalizar en Argentina el 6 de marzo de 2011.

## Lista de canciones
1. Mi peter punk
2. Viviendo de prisa
3. Lo que fui es lo que soy
4. Desde cuando
5. Nuestro amor será leyenda
6. Se le apagó la luz
7. Cuando nadie me ve
8. Corazón partío
9. Yo hice llorar hasta a los ángeles
10. Si hay Dios
11. Sin que se note
12. Lola soledad
13. Quisiera ser
14. Y si fuera ella?
15. Looking for paradise
16. Yo sé lo que la gente piensa
17. ¿Lo ves?
18. Tú no tienes la culpa
19. Tú letra podre acariciar
20. Aquello que me diste
21. A la primera persona
22. Mi soledad y yo
23. Amiga mía
24. No es lo mismo

## Fechas del Tour
| Fecha                    | Ciudad                     | País                 | Lugar                                                      |
| ------------------------ | -------------------------- | -------------------- | ---------------------------------------------------------- |
| Europa I                 |                            |                      |                                                            |
| 25 de noviembre de 2009  | Madrid                     | España               | Teatro Compac Gran Vía                                     |
| 26 de noviembre de 2009  | Madrid                     | España               | Teatro Compac Gran Vía                                     |
| 28 de noviembre de 2009  | Madrid                     | España               | Teatro Compac Gran Vía                                     |
| 29 de noviembre de 2009  | Madrid                     | España               | Teatro Compac Gran Vía                                     |
| 1 de diciembre de 2009   | Madrid                     | España               | Teatro Compac Gran Vía                                     |
| 2 de diciembre de 2009   | Madrid                     | España               | Teatro Compac Gran Vía                                     |
| 4 de diciembre de 2009   | Madrid                     | España               | Teatro Compac Gran Vía                                     |
| 5 de diciembre de 2009   | Madrid                     | España               | Teatro Compac Gran Vía                                     |
| Norteamérica I           |                            |                      |                                                            |
| 11 de diciembre de 2009  | Las Vegas                  | EUA                  | House Of Blues                                             |
| Latinoamérica I          |                            |                      |                                                            |
| 23 de febrero de 2010    | Ciudad de México           | México               | Auditorio Nacional                                         |
| 24 de febrero de 2010    | Ciudad de México           | México               | Auditorio Nacional                                         |
| 26 de febrero de 2010    | Ciudad de México           | México               | Auditorio Nacional                                         |
| 27 de febrero de 2010    | Ciudad de México           | México               | Auditorio Nacional                                         |
| 2 de marzo de 2010       | León                       | México               | Poliforum León                                             |
| 4 de marzo de 2010       | Guadalajara                | México               | Estadio Tres de Marzo                                      |
| 6 de marzo de 2010       | Monterrey                  | México               | Arena Monterrey                                            |
| 7 de marzo de 2010       | Monterrey                  | México               | Arena Monterrey                                            |
| 10 de marzo de 2010      | Mérida                     | México               | Complejo deportivo La Inalámbrica                          |
| 12 de marzo de 2010      | Ciudad de México           | México               | Auditorio Nacional                                         |
| 13 de marzo de 2010      | Ciudad de México           | México               | Auditorio Nacional                                         |
| 17 de marzo de 2010      | Santiago                   | Chile                | Movistar Arena                                             |
| 18 de marzo de 2010      | Santiago                   | Chile                | Movistar Arena                                             |
| 20 de marzo de 2010      | Buenos Aires               | Argentina            | Estadio de Vélez                                           |
| 23 de marzo de 2010      | Córdoba                    | Argentina            | Orfeo Superdomo                                            |
| 25 de marzo de 2010      | Corrientes                 | Argentina            | Club Huracán Corrinetes                                    |
| 27 de marzo de 2010      | Asunción                   | Paraguay             | Estadio Olimpia                                            |
| 9 de abril de 2010       | Zacatecas                  | México               | Plaza de armas Festival cultural Zacatecas                 |
| Europa II                |                            |                      |                                                            |
| 1 de mayo de 2010        | Córdoba                    | España               | Plaza de toros Los Califas                                 |
| 5 de mayo de 2010        | Madrid                     | España               | Palacio de los Deportes                                    |
| 6 de mayo de 2010        | Madrid                     | España               | Palacio de los Deportes                                    |
| 8 de mayo de 2010        | Valladolid                 | España               | Feria de Valladolid                                        |
| 12 de mayo de 2010       | Barcelona                  | España               | Palau Sant Jordi                                           |
| 14 de mayo de 2010       | Bilbao                     | España               | Bilbao Exhibition Centre                                   |
| 15 de mayo de 2010       | Pamplona                   | España               | Recinto Ferial de Navarra                                  |
| 21 de mayo de 2010       | La Coruña                  | España               | Coliseo La Coruña                                          |
| 22 de mayo de 2010       | Vigo                       | España               | Instituto Ferial de Vigo                                   |
| 26 de mayo de 2010       | Mérida                     | España               | Albergue Juvenil El Prado                                  |
| 28 de mayo de 2010       | Granada                    | España               | Coliseo Atarfe                                             |
| 29 de mayo de 2010       | Puertollano                | España               | Plaza de Toros                                             |
| 2 de junio de 2010       | Gandía                     | España               | Patio del instituto María Enríquez                         |
| 4 de junio de 2010       | Orihuela                   | España               | Los Huertos                                                |
| 5 de junio de 2010       | Murcia                     | España               | Plaza de Toros                                             |
| 8 de junio de 2010       | Palma de Mallorca          | España               | Palma Arena                                                |
| 10 de junio de 2010      | Sevilla                    | España               | Estadio Olímpico de Sevilla                                |
| 12 de junio de 2010      | Málaga                     | España               | Pista de Atletismo                                         |
| Norteamérica II          |                            |                      |                                                            |
| 15 de julio de 2010      | Highland                   | EUA                  | San Manuel Indian Bingo                                    |
| 16 de julio de 2010      | Santa Ynez                 | EUA                  | Chumash Casino                                             |
| 18 de julio de 2010      | San José                   | EUA                  | Event Center Arena                                         |
| 21 de julio de 2010      | San Diego                  | EUA                  | San Diego Sports Arena                                     |
| 23 de julio de 2010      | Los Ángeles                | EUA                  | Gibson Amphitheatre                                        |
| 24 de julio de 2010      | Los Ángeles                | EUA                  | Gibson Amphitheatre                                        |
| 28 de julio de 2010      | Houston                    | EUA                  | Verizon Wireless Theatre                                   |
| 29 de julio de 2010      | Hidalgo                    | EUA                  | State Farm Arena                                           |
| 31 de julio de 2010      | Chicago                    | EUA                  | Rosemont Theatre                                           |
| 2 de agosto de 2010      | Washington                 | EUA                  | The Filene Center                                          |
| 5 de agosto de 2010      | New York                   | EUA                  | Radio City Music Hall                                      |
| 7 de agosto de 2010      | Miami                      | EUA                  | AmericanAirlines Arena                                     |
| 11 de agosto de 2010     | Orlando                    | EUA                  | Bob Carr Performing Arts Centre                            |
| Latinoamérica II         |                            |                      |                                                            |
| 13 de agosto de 2010     | Sa Juan                    | Puerto Rico          | Coliseo de Puerto Rico                                     |
| 15 de agosto de 2010     | Santo Domingo              | República Dominicana | Altos de Chavón                                            |
| Europa III               |                            |                      |                                                            |
| 24 de agosto de 2010     | Lanzarote                  | España               | Ciudad Deportiva de Lanzarote                              |
| 26 de agosto de 2010     | Las Palmas de Gran Canaria | España               | Estadio de Gran Canaria                                    |
| 28 de agosto de 2010     | Tenerife                   | España               | Estadio de fútbol Adeje                                    |
| 31 de agosto de 2010     | Orense                     | España               | Expourense                                                 |
| 2 de septiembre de 2010  | Valencia                   | España               | Auditorio Marina Norte                                     |
| 4 de septiembre de 2010  | Alcalá de los Gazules      | España               | Campo de fútbol                                            |
| 8 de septiembre de 2010  | Madrid                     | España               | Palacio de los Deportes                                    |
| 11 de septiembre de 2010 | Salou                      | España               | Campo de fútbol                                            |
| 13 de septiembre de 2010 | Cehegín                    | España               | Complejo Deportivo Armarjal                                |
| 15 de septiembre de 2010 | Barcelona                  | España               | Palau Sant Jordi                                           |
| 17 de septiembre de 2010 | Zaragoza                   | España               | Pabellón Príncipe Felipe                                   |
| 18 de septiembre de 2010 | Almacellas                 | España               | Sala Polivalent                                            |
| 23 de septiembre de 2010 | Almería                    | España               | Pabellón de Deportes de los Juegos del Mediterráneo        |
| 25 de septiembre de 2010 | Ávila                      | España               | Plaza de toros                                             |
| Latinoamérica III        |                            |                      |                                                            |
| 17 de octubre de 2010    | Río de Janeiro             | Brasil               | Citibank Hall                                              |
| 19 de octubre de 2010    | São Paulo                  | Brasil               | Credicard Hall                                             |
| 21 de octubre de 2010    | Santa Cruz                 | Bolivia              | Estadio Ramón Tahuichi Aguilera                            |
| 23 de octubre de 2010    | Lima                       | Perú                 | Estadio Monumental                                         |
| 26 de octubre de 2010    | Guayaquil                  | Ecuador              | Estadio Alberto Spencer                                    |
| 28 de octubre de 2010    | Quito                      | Ecuador              | Coliseo Rumiñahui                                          |
| 30 de octubre de 2010    | Guatemala                  | Guatemala            | Fóro Mundo E                                               |
| 3 de noviembre de 2010   | Tegucigalpa                | Honduras             | Estadio Chochi Sosa                                        |
| 6 de noviembre de 2010   | San José                   | Costa Rica           | Estadio Saprissa                                           |
| 9 de noviembre de 2010   | Panamá                     | Panamá               | Figali Convetion Center                                    |
| 16 de noviembre de 2010  | Maracaibo                  | Venezuela            | Palacio de Eventos                                         |
| 18 de noviembre de 2010  | Valencia                   | Venezuela            | Estadio Misael Delgado                                     |
| 20 de noviembre de 2010  | Caracas                    | Venezuela            | Estadio USB                                                |
| 20 de febrero de 2011    | Iquique                    | Chile                | Estadio Tierra de Campeones Festival de Iquique 2011       |
| 26 de febrero de 2011    | Viña del Mar               | Chile                | Anfiteatro de la Quinta Vergara Festival Viña del Mar 2011 |
| 28 de febrero de 2011    | Mendoza                    | Argentina            | Estadio Gimnasia y Esgrima de mendoza                      |
| 2 de marzo de 2011       | Buenos Aires               | Argentina            | Luna Park                                                  |
| 3 de marzo de 2011       | Buenos Aires               | Argentina            | Luna Park                                                  |
| 5 de marzo de 2011       | Buenos Aires               | Argentina            | Luna Park                                                  |
| 6 de marzo de 2011       | Buenos Aires               | Argentina            | Luna Park                                                  |

### Box office score data (Billboard)
| Recinto                                           | Ciudad               | Tickets vendidos / Disponibles | Recaudación |
| ------------------------------------------------- | -------------------- | ------------------------------ | ----------- |
| Auditorio Nacional                                | Ciudad de México     | 55,289 / 58,098 (95%)          | $2,620,330  |
| Radio City Music Hall                             | New York             | 5,398 / 5,818 (93%)            | $485,080    |
| Coliseo José Miguel Agrelot                       | Puerto Rico          | 6,912 / 6,947 (99%)            | $580,740    |
| Citibank Hall                                     | Río de Janeiro       | 2,000 / 2,626 (76%)            | $234,549    |
| Credicard Hall                                    | Sao paulo            | 3,283 / 3,631 (90%)            | $359,289    |
| Estadio Ricardo Saprissa                          | San José, Costa Rica | 12,251 / 17,500 (70%)          | $671,236    |
| Figali Convention Center                          | Ciudad de Panamá     | 3,769 / 5,000 (75%)            | $347,725    |
| Palacio de Eventos                                | Maracaibo            | 3,179 / 3,785 (84%)            | $887,137    |
| Estadio Polideportivo Misael Delgado              | Valencia, Venezuela  | 5,042 / 9,000 (56%)            | $918,015    |
| Estadio de Fútbol de la Universidad Simón Bolívar | Caracas              | 7,645 / 7,900 (97%)            | $1,893,550  |
|                                                   | Total                | 104,768 / 120,305 (87%)        | $8,997,651  |

## Banda
- Alejandro sanz - Vocal y guitarra
- Mike Ciro - Director musical y guitarra
- Alfonso Pérez - Teclados
- Charles Martín -Vientos y percusión
- Chris Hierro - Teclados, corista
- Nathaniel Townsley - Batería
- Armand Sabal-Lecco - Bajo
- Jan Ozveren - Guitarra
- Sara Devine – Corista
- Txell Sust – Corista